# میلا پارلی
میلا پارلی (انگلیسی: Mila Parély؛ ۷ اکتبر ۱۹۱۷ – ۱۴ ژانویهٔ ۲۰۱۲ (۹۴ سال)) یک هنرپیشه اهل فرانسه بود. 
از فیلم‌ها یا برنامه‌های تلویزیونی که وی در آن نقش داشته است می‌توان به قواعد بازی و پرتقال خونی اشاره کرد.

## مرگ
میلا پارلی در ۱۴ ژانویه ۲۰۱۲ در سن ۹۴ سالگی در ویشی ، جایی که پنجاه سال آخر عمر خود را سپری کرده بود، درگذشت. 